# Nothoscordum bivalve
Nothoscordum bivalve é uma planta herbácea da família dos alhos e cebolas (antes, Liliaceae, mas classificado nas Alliaceae, nos sistemas taxonómicos mais recentes) e não apresenta cheiro. As flores, brancas, têm seis tépalas, com um diâmetro de 1,3 cm. Floresce no início da Primavera, mantendo as flores durante toda a estação. Por vezes, volta a florescer no Outono. Pode atingir de 6 a 33 cm de altura. Tem folhas unicamente na base, inteiras, lineares e finas. É possível encontrar algumas referências bibliográficas que identificam a família desta espécie como as Aloeaceae, mas tal informação é equivocada, talvez pela parecença com a palavra Alliaceae.
O seu habitat preferencial é composto por solos graníticos ou argilosos. 
É nativa do leste dos Estados Unidos, desde o Texas até a Flórida, alcançando Nebraska e Ohio, assim como do México, Peru, Uruguai, nordeste da Argentina e centro do Chile.